# Elaphoglossum omissum
Elaphoglossum omissum är en träjonväxtart som beskrevs av John T. Mickel. Elaphoglossum omissum ingår i släktet Elaphoglossum och familjen Dryopteridaceae. Inga underarter finns listade.